# متحف محمد الصمعاني
متحف محمد الصمعاني، أحد متاحف منطقة القصيم أسسه محمد الصمعاني، يحتوي المتحف على مجموعة من الأسلحة التي استخدمها أمراء وملوك السعودية وبعضا من القطع الأثرية التي يرجع بعضها إلى أكثر من 800 عام، كما يحوي المتحف على أحد البنادق المكسوة بالفضة الخالصة والمضاف عليها التمغة العثمانية ويعود تاريخ البندقية إلى عام 1326، كما يعرض المتحف عددا كبير من العملات النادرة التي يعود بعضها إلى العصر الروماني والبيزنطي والآشوري فضلا عن ساعات قديمة لعدد من ملوك الدولة السعودية.